# Chloroclystis cidariaria
Chloroclystis cidariaria là một loài bướm đêm trong họ Geometridae.